# Ligidioides intermedius
Ligidioides intermedius är en kräftdjursart som beskrevs av Wahrberg1922. Ligidioides intermedius ingår i släktet Ligidioides och familjen gisselgråsuggor. Inga underarter finns listade i Catalogue of Life.